# 西德維納區
西德維納區（俄语：Западнодвинский район），是俄羅斯的一個區，位於該國西部，由特維爾州負責管轄，面積2,816平方公里，2010年該區人口16,018，人口密度每平方公里5.69人。